# (53) Kalypso
(53) Kalypso ist ein Asteroid des mittleren Hauptgürtels, der am 4. April 1858 vom deutschen Astronomen Karl Theodor Robert Luther an der Sternwarte Düsseldorf entdeckt wurde.
Der Asteroid wurde benannt nach Kalypso, einer der Okeaniden, Göttin der Stille und Tochter von Okeanos und Tethys. Kalypso empfing Odysseus gastfreundlich, als er an ihren Küsten auf der Insel Ogygia Schiffbruch erlitt, und verliebte sich in ihn. Die Benennung erfolgte durch den deutschen Astronomen Eduard Schönfeld. Der Name Calypso wurde auch dem Mond XIV des Saturn gegeben, der 1980 entdeckt wurde.

## Wissenschaftliche Auswertung
Aus Ergebnissen der IRAS Minor Planet Survey (IMPS) wurden 1992 Angaben zu Durchmesser und Albedo für zahlreiche Asteroiden abgeleitet, darunter auch (53) Kalypso, für die damals Werte von 115,4 km bzw. 0,04 erhalten wurden. Radarastronomische Untersuchungen am Arecibo-Observatorium vom 6. Februar 2002 bei 2,38 GHz ergaben einen effektiven Durchmesser von 115 ± 14 km. Eine Auswertung von Beobachtungen durch das Projekt NEOWISE im nahen Infrarot führte 2011 zu vorläufigen Werten für den Durchmesser und die Albedo im sichtbaren Bereich von 115,0 km bzw. 0,04. Ein Vergleich von Daten, die von 1978 bis 2011 an der Sternwarte Ondřejov in Tschechien und am Table Mountain Observatory in Kalifornien gesammelt wurden, mit den Daten von NEOWISE führte 2012 zu Werten für den Durchmesser und die Albedo von 115,0 km bzw. 0,05. Nach der Reaktivierung von NEOWISE im Jahr 2013 und Registrierung neuer Daten wurden die Werte 2015 zunächst mit 97,3 km bzw. 0,04 angegeben und dann 2016 korrigiert zu 105,4 oder 140,0 km bzw. 0,03 oder 0,04, diese Angaben beinhalten aber alle hohe Unsicherheiten.
Photometrische Beobachtungen des Asteroiden erfolgten am 16. und 17. März 1981 am La-Silla-Observatorium in Chile. Die aufgezeichnete Lichtkurve schien Anlass zu geben, die Möglichkeit einer kürzeren Rotationsperiode zu verwerfen, es wurde daher dafür ein Wert von etwa 27 h vermutet. Kurz darauf erfolgten am gleichen Ort weitere Messungen am 4. und 5. April 1981. Aus der Kombination beider Beobachtungen wurde eine Rotationsperiode von 26,6 h angenommen. Bereits zuvor hatten jedoch auch Messungen am 27. und 28. Oktober 1979 am Table Mountain Observatory in Kalifornien stattgefunden. Bei deren Auswertung erschien jedoch die am La-Silla-Observatorium ermittelte Rotationsperiode als unvereinbar damit. Stattdessen schienen die Lichtkurven eher auf eine Periode im Bereich von 16–20 Stunden hinzuweisen, es wurde daher eine solche von etwa 17 h bevorzugt. In diesen Bereich fiel auch das Ergebnis einer neuen photometrischen Messung vom 1. bis 17. März 2006 am Carbuncle Hill Observatory in Rhode Island von 18,075 h.

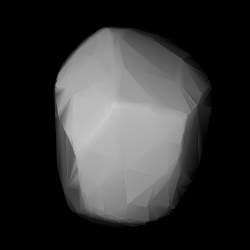
Berechnetes 3D-Modell von (53) Kalypso

Neue Beobachtungen vom 2. bis 18. November 2009 am Organ Mesa Observatory in New Mexico führten allerdings zu einer Revision der Rotationsperiode von (53) Kalypso, denn die Lichtkurve ließ sich jetzt zu einem Wert von 9,034 h auswerten. Auch nach Durchführung einer weiteren Messung am 6. Dezember ließ sich wieder eine Periode von 9,036 h bestimmen. Nach einer Benachrichtigung konnte auch das Carbuncle Hill Observatory noch eine zusätzliche Messung vom 9. Februar 2006 ergänzen und aus seinen Daten sowohl eine Periode mit 18,058 als auch mit 9,029 h ableiten, wovon die kürzere bevorzugt wurde. Zur Klärung dieser Diskrepanz erfolgten neue Beobachtungen vom 1. bis 12. April und vom 9. Juni bis 6. Juli 2011 am Organ Mesa Observatory. Eine sorgfältige Bewertung aller Messdaten sprach mit großer Wahrscheinlichkeit für eine kürzere Periode von 9,035 h.
In einer Untersuchung von 2016 wurde dann mit der Methode der konvexen Inversion aus archivierten Lichtkurven der Jahre 1979 bis 2012 mit weiteren Daten des United States Naval Observatory (USNO) in Arizona ein dreidimensionales Gestaltmodell des Asteroiden und zwei alternative Positionen der Rotationsachse mit prograder Rotation und einer Periode von 9,03506 h errechnet.
Abschätzungen von Masse und Dichte für den Asteroiden (53) Kalypso aufgrund von gravitativen Beeinflussungen auf Testkörper hatten in einer Untersuchung von 2012 zu keinen als sinnvoll erachteten Ergebnissen geführt.